# Фарук I
Фарук I (араб. فاروق الأول Fārūq al-Awwal; 11 лютого 1920 — 18 березня 1965) — король Єгипту і Судану, який правив у 1936—1952 роках. Став королем після смерті свого батька Ахмеда Фуада I. Був повалений в результаті Липневої революції 1952 року. Після зречення Фарука престол успадкував його син Ахмед Фуад II.
Його повний титул був «Його Величність Фарук I, милістю Божою, король Єгипту та Судану». Як король Фарук був відомий своїм екстравагантним способом життя плейбоя. Хоча спочатку був популярний, його репутація була підірвана через корупцію та некомпетентність його уряду. Його було повалено в результаті державного перевороту 1952 і він був змушений зректися престолу на користь свого малолітнього сина Ахмеда Фуада, який змінив його на посаді як Фуад II. Фарук помер у вигнанні в Італії в 1965.
Його сестра, принцеса Фавзія бінт Фуад, була першою дружиною і консортом шаха Ірану Мохаммеда Рези Пехлеві.

## Життєпис

### Ранні роки
Фарук був єдиним сином Ахмеда Фуада I від його другого шлюбу. Здобув домашню освіту, а потім поїхав навчатись в англійській Королівській військовій академії. 1936 року, після смерті батька, повернувся до Єгипту, де успадкував престол. Перші півтора року правила Регентська рада, але після коронації 29 липня 1937 року Фарук здобув усю повноту влади монарха.

### Правління
Одразу після початку самостійного правління Фарук вступив у протистояння з популярною та впливовою націоналістичною партією Вафд та її лідером прем'єр-міністром Мустафою ан-Наххасом. У грудні 1937 року Фарук усунув від посади ан-Наххаса та призначив новий уряд. Наступні парламентські вибори у квітні 1938 року Вафд бойкотувала.

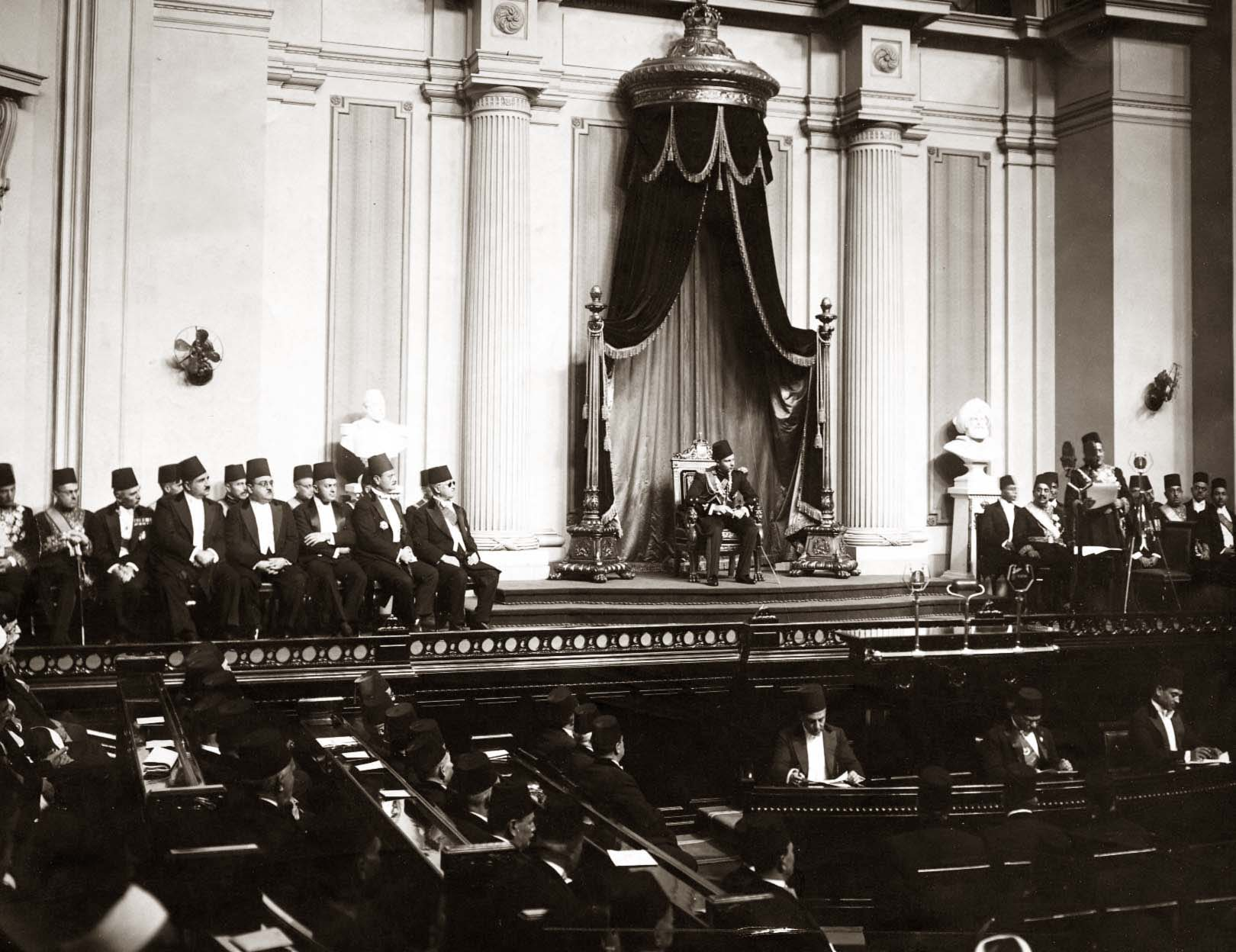
Фарук I у парламенті слухає виступ Мустафи ан-Наххаса

На початку свого правління проводив про-британську політику. Єгипет 1922 року здобув незалежність від Великої Британії, яка все ще сильно впливала на політичне та економічне життя країни. Такий стан справ був формально закріплений англо-єгипетським договором 1936 року, що по суті перетворив Єгипет на британську військову базу. Тим не менше, до початку Другої світової війни король і його прем'єр-міністр Алі Махір більше симпатизували країнам Осі. 1942 року у зв'язку з важливим стратегічним положенням Єгипту у Північно-Африканській кампанії британський посол Майлз Лемпсон наполіг, щоб Фарук усунув пронімецьки налаштованого прем'єр-міністра Хуссейна Сіррі-пашу та призначив уряд на основі «Вафд». Коли Фарук відмовився призначити главою уряду Мустафу ан-Наххаса, 4 лютого 1942 року британські військовики змусили його це зробити під загрозою зречення. Однак Єгипет оголосив війну країнам Осі лише 1945 року, вже після того, як 1944 Фаруку вдалось усунути від посади ан-Наххаса.

### Втрата престолу та останні роки

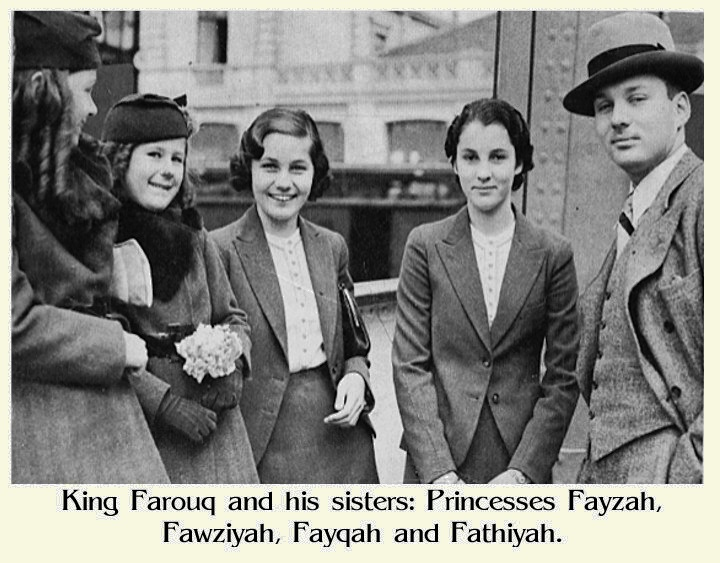
Король Фарук та його сестри, принцеси Файза, Фавзія, Файка та Фатія

Упродовж усіх повоєнних років правління невдоволення королем зростало. Його основними причинами були корумпованість державного апарату, поразка у війні зі щойно створеним Ізраїлем та бурхливе приватне життя монарха, який 1948 року розлучився з дружиною та при цьому витрачав значні суми на жінок, азартні ігри та предмети розкоші. Все це призвело до військового перевороту під проводом Мухаммеда Наґіба. Новим королем був проголошений син Фарука Ахмед Фуад II, хоча за рік монархія в Єгипті офіційно була ліквідована.
Після перевороту Фарук виїхав у вигнання до Монако та прийняв підданство тієї країни, хоча місцем постійного проживання обрав Рим. Фарук був похований у Каїрі в мечеті ар-Ріфаї.

## Родина

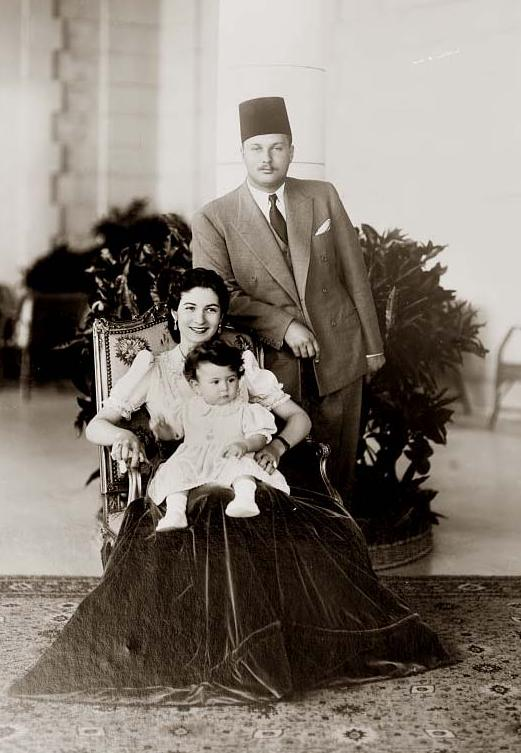
Фарук, Фаріда та їхня перша дочка, принцеса Феріал

Був одружений двічі. Перший шлюб з Сафіназ Зульфікар, яка стала королевою під іменем Фаріда (1921—1988), тривав з 1938 до 1948 року. Від того шлюбу народились три дочки — Феріал, Файзія та Фадія. Другою дружиною монарха стала Наріман Садек, шістнадцятирічна дівчина з простої родини (1933—2005). Повторний шлюб короля спричинив протести, оскільки багато хто з політиків вважали неможливим шлюб з простолюдинкою. Наріман народила спадкоємця, майбутнього короля Ахмеда Фуада II. Після зречення Фарука він і Наріман розлучились, а Наріман повернулась до Єгипту.
Фарук був відомий своїми любовними витівками, одна з його коханок, британська письменниця Барбара Скелтон, стала відомою як мемуаристка, італійська співачка Ірма Капече-Мінутоло стверджувала, що перебувала з Фаруком у таємному шлюбі.